# Fabrice Guelzec
Fabrice Guelzec, né le 21 mars 1968 à Nantes, est un gymnaste artistique français.
Il est sacré champion de France du concours général de gymnastique artistique en 1992. Il finit troisième en imposé cette même année.
Il participe aux épreuves de gymnastique aux Jeux olympiques d'été de 1992 à Barcelone, sans obtenir de podium.
Il est le fils de Georges Guelzec.